# Pierre-Pascal Keup
Pierre-Pascal Keup (Aue, 14 gennaio 2001) è un ciclista su strada e pistard tedesco che corre per la Standert Brandenburg. Attivo come Elite/Under-23 dal 2020, ha vinto il Trofeo Alcide De Gasperi 2022.

## Palmarès

### Strada
- 2022 (Team Lotto-Kern Haus, una vittoria)

Trofeo Alcide De Gasperi

#### Altri successi
- 2022 (Team Lotto-Kern Haus)

3ª tappa Tour de l'Avenir (Gueugnon > Saint-Vallier, cronosquadre, con la Nazionale tedesca)
2ª tappa Tour de Allgäu
- 2023 (Team Lotto-Kern Haus)

Erzgebirgs-Rundfahrt
Sauerländer Bergpreis

### Pista
- 2019 (Juniores)

Campionati del mondo, Inseguimento a squadre Junior (con Hannes Wilksch, Tobias Buck-Gramcko, Nicolas Heinrich e Moritz Kretschy)

## Piazzamenti

### Competizioni mondiali
- Campionati del mondo su strada

Wollongong 2022 - In linea Under-23: 49º
Glasgow 2023 - In linea Under-23: 32º
- Campionati del mondo su pista

Francoforte sull'Oder 2019 - Inseg. a squadre Junior: vincitore
Roubaix 2021 - Inseguimento a squadre: 7º
- Campionati del mondo gravel

Belgio 2024 - Elite: 86°

### Competizioni europee
- Campionati europei su pista

Gand 2019 - Scratch Junior: 11º
Gand 2019 - Inseguimento a squadre Junior: 3º
Grenchen 2021 - Corsa a punti: ritirato
- Campionati europei su strada

Drenthe 2023 - In linea Under-23: 15°